# 愛南町
愛南町（日语：／ Ainan chō */?）是位於日本愛媛縣西南部的町。北邊與宇和島市相接，東邊以筱川與高知縣宿毛市接壤，南邊面向宿毛灣，沿海地區的谷灣海岸屬於足摺宇和海國立公園的範圍內。僧都川流經城鎮中心並往西注入豐後水道。當地以農林漁業為主，盛行珍珠養殖和栽種柑橘。由於地處愛媛縣最南端，因此以「愛南」為名。
四國八十八箇所中的第40號札所觀自在寺便位於町内。

## 地理

### 氣候
愛南町年均溫約為17度，年均降雨量則落在1700～2000毫米。

## 人口
| 愛南町人口分布圖 |                                               |  |
| 愛南町與日本全國年齡別人口分布比較圖 （2005年資料） | 愛南町的年齡、男女別人口分布圖 （2005年資料） |  |
| ■紫色是愛南町 ■綠色是全国 | ■藍色是男性 ■紅色是女性                       |  |
| 愛南町人口變化 \| 1970年 \| 34,672人 \| \| \| 1975年 \| 33,845人 \| \| \| 1980年 \| 33,800人 \| \| \| 1985年 \| 33,768人 \| \| \| 1990年 \| 32,295人 \| \| \| 1995年 \| 31,101人 \| \| \| 2000年 \| 29,331人 \| \| \| 2005年 \| 26,636人 \| \| \| 2010年 \| 24,061人 \| \| \| 2015年 \| 21,902人 \| \| \| 2020年 \| 19,601人 \| \| |                                               |  |
| 資料來源：日本總務省統計中心提供之人口普查數據 |                                               |  |
| 1970年 | 34,672人                                      |  |
| 1975年 | 33,845人                                      |  |
| 1980年 | 33,800人                                      |  |
| 1985年 | 33,768人                                      |  |
| 1990年 | 32,295人                                      |  |
| 1995年 | 31,101人                                      |  |
| 2000年 | 29,331人                                      |  |
| 2005年 | 26,636人                                      |  |
| 2010年 | 24,061人                                      |  |
| 2015年 | 21,902人                                      |  |
| 2020年 | 19,601人                                      |  |

## 歷史

### 年表
- 1889年12月15日：實施町村制，現在的轄區在當時分屬南宇和郡御莊村、城邊村、東外海村、內海村、綠僧都村、西外海村、一本松村。
- 1923年2月11日：
  - 御莊村改制為御莊町。
  - 城邊村改制為城邊町。
- 1948年11月3日：南內海村從內海村分出，同時內海村的部份地區被併入御莊町。
- 1952年4月1日：東外海村改制為東外海町。
- 1952年9月1日：綠僧都村和城邊町合併為新設置的城邊町。
- 1952年10月1日：西外海村改制並改名為西海町。
- 1956年9月21日：城邊町和東外海町合併為新設置的城邊町。
- 1956年9月30日：南內海村和御莊町合併為新設置的御莊町。
- 1962年1月1日：一本松村改制為一本松町。
- 2004年10月1日：御莊町、內海村、城邊町、一本松町、西海町合併為愛南町。[7]

### 變遷表
| 1889年4月1日 | 1889年 - 1926年      | 1926年 - 1954年                  | 1955年 - 1989年                  | 1989年 - 現在              | 現在                       |
| ------------ | -------------------- | -------------------------------- | -------------------------------- | -------------------------- | -------------------------- |
| 御莊村       | 1923年2月11日 御莊町 | 1923年2月11日 御莊町             | 1956年9月30日 合併為御莊町       | 2004年10月1日 合併為愛南町 | 2004年10月1日 合併為愛南町 |
| 內海村       | 內海村               | 1948年11月3日 南內海村           | 1956年9月30日 合併為御莊町       | 2004年10月1日 合併為愛南町 | 2004年10月1日 合併為愛南町 |
| 內海村       | 內海村               | 內海村                           |                                  | 2004年10月1日 合併為愛南町 | 2004年10月1日 合併為愛南町 |
| 城邊村       | 1923年2月11日 城邊町 | 1952年9月1日 合併為城邊町        | 1956年9月21日 合併為城邊町       | 2004年10月1日 合併為愛南町 | 2004年10月1日 合併為愛南町 |
| 綠僧都村     |                      | 1952年9月1日 合併為城邊町        | 1956年9月21日 合併為城邊町       | 2004年10月1日 合併為愛南町 | 2004年10月1日 合併為愛南町 |
| 東外海村     | 東外海村             | 1952年4月1日 東外海町            | 1956年9月21日 合併為城邊町       | 2004年10月1日 合併為愛南町 | 2004年10月1日 合併為愛南町 |
| 西外海村     | 西外海村             | 1952年10月1日 改制並改名為西海町 | 1952年10月1日 改制並改名為西海町 | 2004年10月1日 合併為愛南町 | 2004年10月1日 合併為愛南町 |
| 一本松村     | 一本松村             | 一本松村                         | 1962年1月1日 一本松町            | 2004年10月1日 合併為愛南町 | 2004年10月1日 合併為愛南町 |

## 交通
轄區內無鐵路通過，距離最近的鐵路車站為位於宇和島市的宇和島車站和位於高知縣宿毛市的宿毛車站。在過去曾規劃興建宿毛線並通過轄區，不過最終僅完成位於中村車站至宿毛車站之間的路段（現在的土佐黑潮鐵道宿毛線），路線並未延伸到轄區內。

## 觀光資源

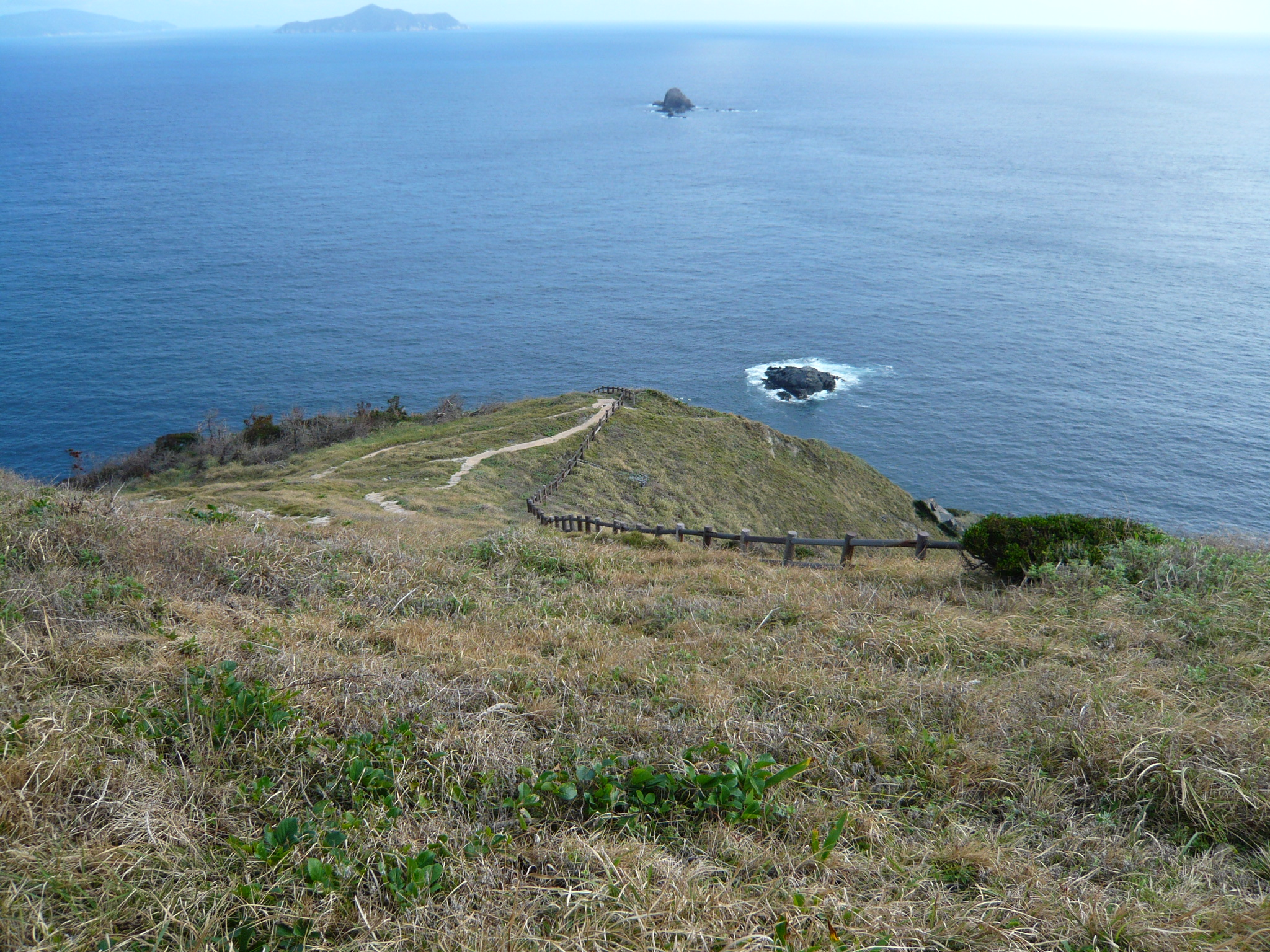
高茂岬
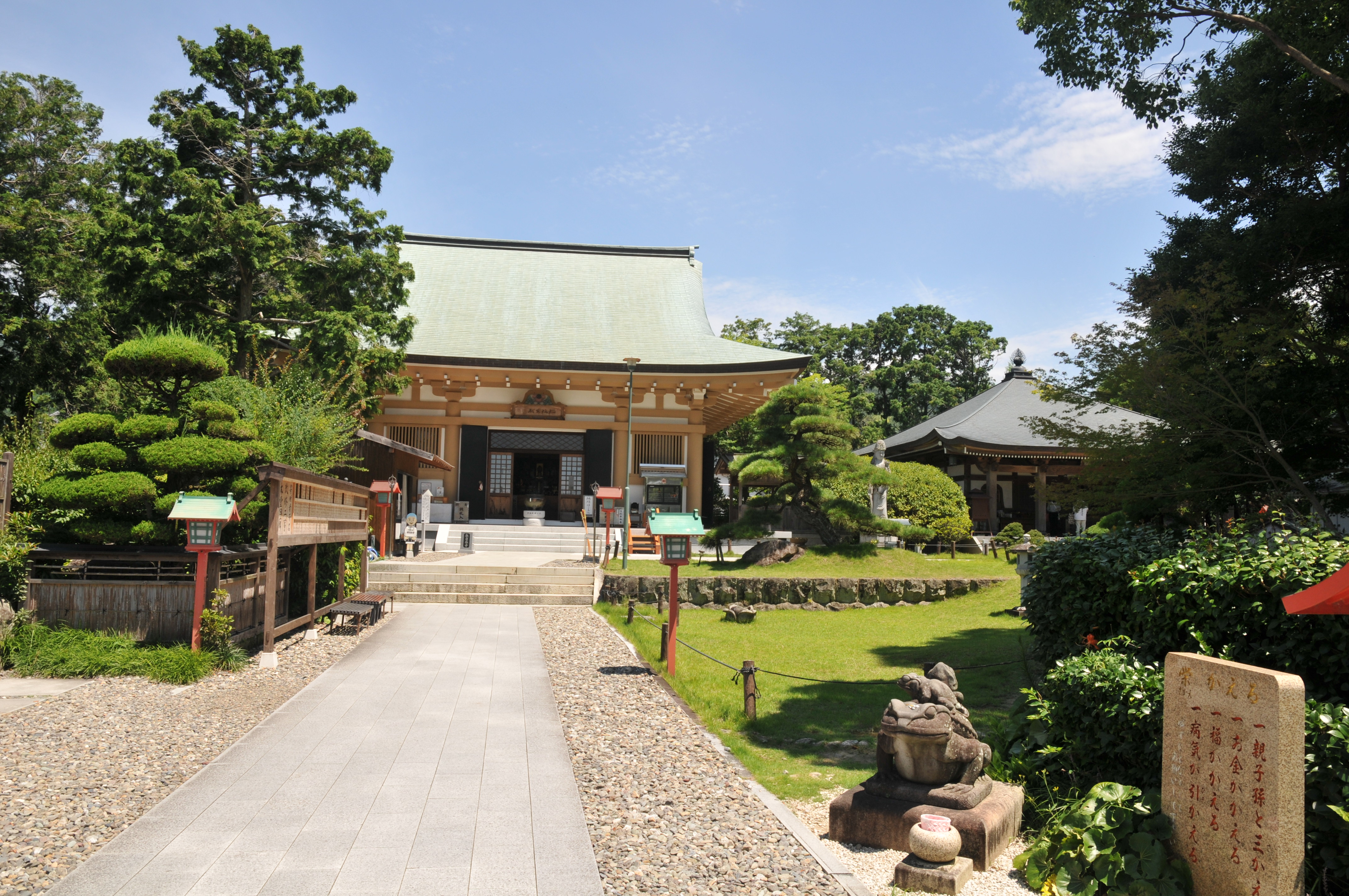
觀自在寺
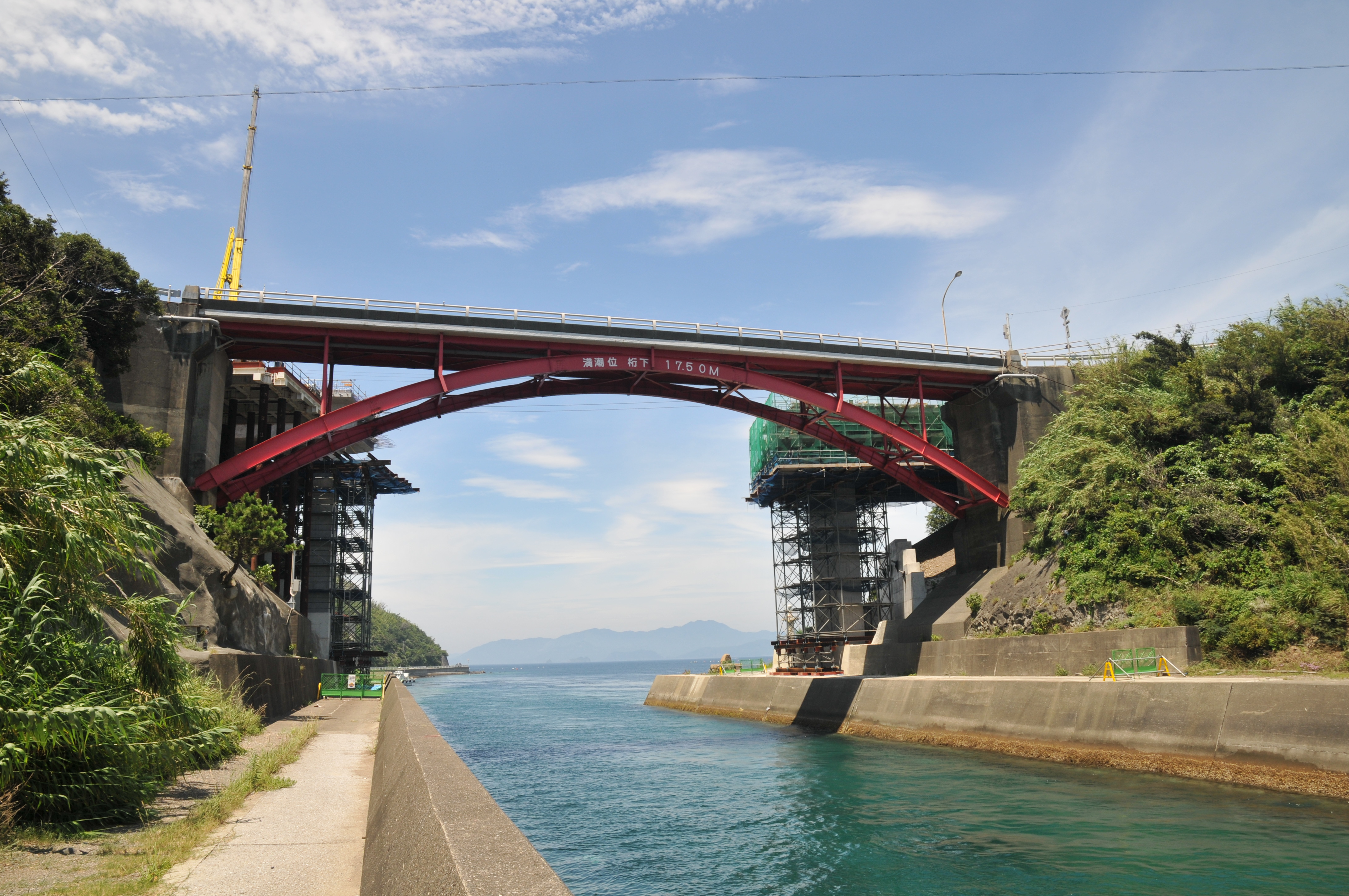
船越運河

- 高茂岬
- 觀自在寺
- 船越運河

## 教育

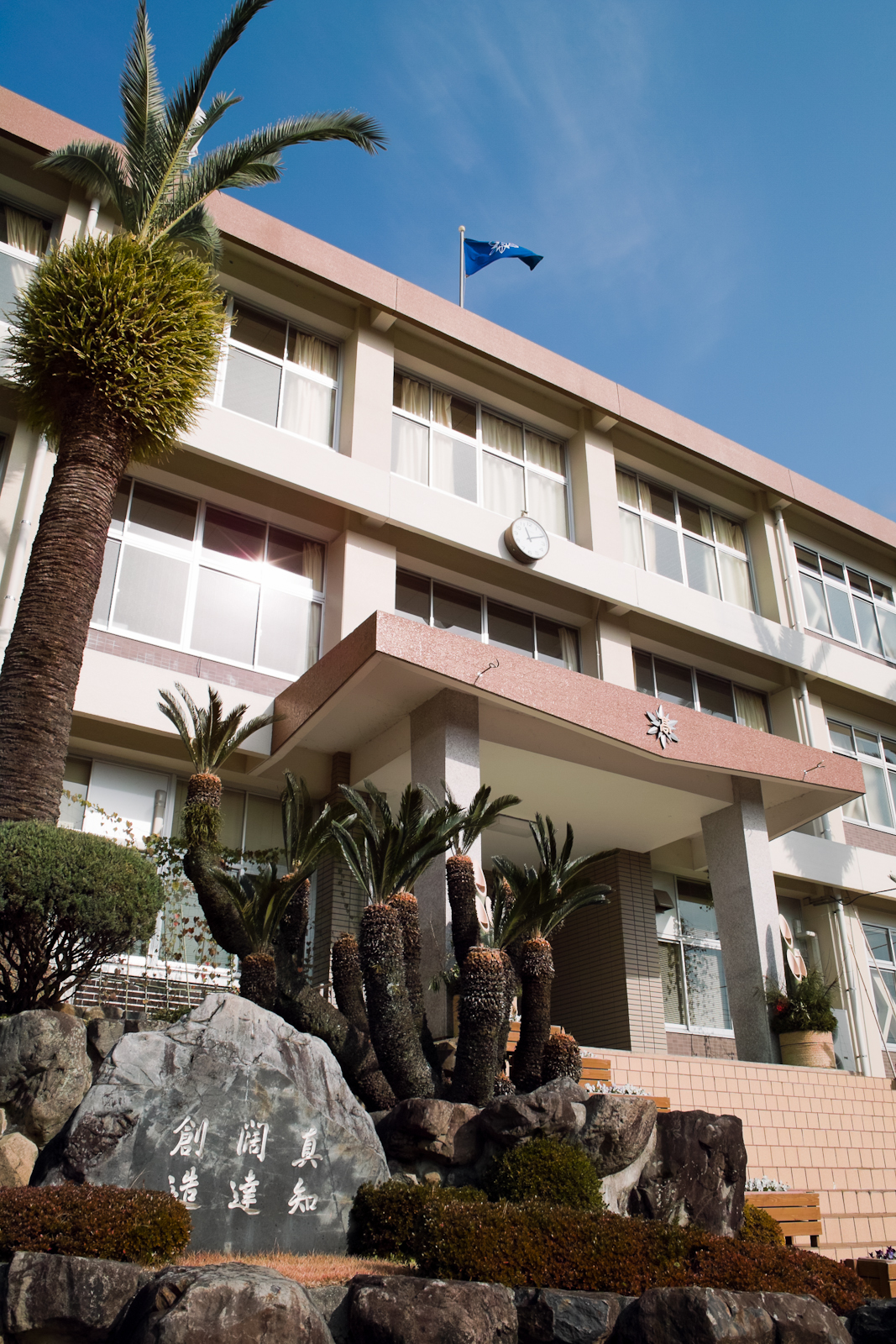
愛媛縣立南宇和高等學校

大學
- 愛媛大學南予水産研究中心

高等學校
- 愛媛縣立南宇和高等學校

## 本地出身之名人
- 岡本吉起：遊戲製作人
- 岡本美登：演員
- 夏井一季：俳人
- 羽田敬介：職業足球選手
- 山本智子：歌手

## 外部連結
- （日語） 愛南町觀光協會 （页面存档备份，存于）
- （日語） 愛南町教育委員會 （页面存档备份，存于）